# Alfredo Varela, Varelita
Alfredo Varela Catalá (Ciudad de México, 30 de noviembre de 1912-Ciudad de México, 1 de mayo de 1986), conocido como Varelita, o simplemente  Alfredo Varela Jr., fue un actor, director de teatro, argumentista y guionista de cine mexicano que se desempeñó en el género de la comedia en teatro, cine y televisión. Escribió cerca de 86 historias que fueron llevadas al cine entre 1950 y 1975, aproximadamente. Sus padres fueron los actores Alfredo Varela padre y Adela Catalá.

## Carrera
Destacó en el teatro, apoyó a grandes personalidades como Mario Moreno Cantinflas en Ahí está el detalle de (1940) y El gendarme desconocido de (1941), a Mapy Cortés y a Roberto "El Panzón Soto" en La corte del faraón de (1943), a Jorge Negrete en Cuando viajan las estrellas de 1942, a Manuel Palacios «Manolín» en Fíjate qué suave de 1947 y a su vez participó en decenas de filmes como hábil argumentista: La reina del mambo (1950), El beisbolista fenómeno (1951), Yo soy muy macho o Miradas que matan (ambas de 1953). Trabajó con casi todos los cómicos y sobresalió en historias de ambiente mundano, incluso en dramas de mayor intensidad como Tiburoneros (1962) y Las amiguitas de los ricos. (SOMOS esp. 8, año 1997).
No se pueden olvidar sus destacadas actuaciones en: Al son de la marimba de (1941), Los hijos de don Venancio de (1944), Los nietos de don Venancio de (1946) y en Doña Mariquita de mi corazón de (1953), las cuatro con el gran actor Joaquín Pardavé.

## Filmografía
- El gran relajo mexicano (1988)
- Los mecánicos ardientes (1985)
- El mexicano feo (1984)
- Niño pobre, niño rico (1983)
- Añoranza (1979) Telenovela
- La comadrita (1978)
- Duro pero seguro (1978)
- El compadre más padre (1976)
- Las fuerzas vivas (1975)
- La presidenta municipal (1975)
- Fe, Esperanza y Caridad (1974)
- El imponente (1973) [Escritor]
- Besos, besos... y más besos (1973)
- El diablo en persona (1973)
- Mi niño Tizoc (1972)
- El sinvergüenza (1971)
- La hora desnuda (1971)
- Águilas de acero (1971)
- La rebelión de las hijas (1970)
- Ha entrado una mujer (1970)
- El manantial del amor (1970)
- Vuelve el ojo de vidrio (1970)
- Préstame a tu mujer (1969)
- La casa de las muchachas (1969)
- El ojo de vidrio (1969)
- El amor y esas cosas (1969)
- Las infieles (1969)
- Las golfas (1969)
- Primera comunión (1969)
- Las fieras (1969)
- Las vírgenes de la nueva ola (1969)
- No juzgarás a tus padres (1969)
- Luna de miel en Puerto Rico (1969)
- Un nuevo modo de amar (1968)
- Me casé con un cura (1968)
- Las pecadoras (1968)
- Esta noche sí (1968)
- Varela 'Varelita')
- Un latin lover en Acapulco (1968)
- Mujeres, mujeres, mujeres (1967)
- Las amiguitas de los ricos (1967)
- Casa de mujeres (1966)
- Tirando a gol (1966)
- Los tres pecados (1966)
- Perdóname mi vida (1965)
- Tiburoneros (1963)
- Vuelven los cinco halcones (1962)
- El extra (1962)
- Cazadores de asesinos (1962)
- Las recién casadas (1962)
- Estoy casado, ja, ja (1962)
- Los cinco halcones (1962)
- Jóvenes y rebeldes (1961)
- Se alquila marido (1961)
- El jinete negro (1961)
- Escuela de valientes (1961)
- La marca del muerto (1961)
- Casi casados (1961)
- Locura de terror (1961)
- La chamaca (1961)
- En cada feria un amor (1961)
- El padre Pistolas (1961)
- Amorcito corazón (1961)
- Vacaciones en Acapulco (1961)
- Paloma brava (1961)
- El gato (1961)
- La diligencia de la muerte (1961)
- Conquistador de la luna (1960)
- Los fanfarrones (1960)
- Los resbalosos (1960)
- De tal palo tal astilla (1960)
- Los pistolocos (1960) [guionista]
- Ladrón que roba a ladrón (1960)
- Calibre 44 (1960)
- Bala de plata (1960)
- La nave de los monstruos (1960)
- Siempre estaré contigo (1959)
- Sed de amor (1959)
- Mi niño, mi caballo y yo (1959)
- Me gustan valentones! (1959)
- La rebelión de los adolescentes (1959)
- El superflaco (1959)
- Mi mujer necesita marido (1959)
- Pistolas de oro (1959)
- El hambre nuestra de cada día (1959)
- Carabina 30-30 (1958)
- Una golfa (1958)
- Pepito y los robachicos (1958)
- Tú y la mentira (1958)
- Cuando México canta (1958)
- Cuatro copas (1958)
- Préstame tu cuerpo (1958)
- ¡Viva el amor! (1958)
- Desnúdate, Lucrecia (1958)
- ¡Cielito lindo! (1957)
- Camino del mal (1957)
- Hay ángeles con espuelas (1957)
- Dios no lo quiera (1957)
- Bambalinas (1957) [Actor]
- Pies de Gato (1957)
- Pancho López (1957)
- Historia de un amor (1956)
- Los bandidos de Río Frío (1956)
- El río y la muerte (1955)
- Al diablo las mujeres (1955)
- Necesito un marido (1955)
- Dios nos manda vivir (1954)
- Cantando nace el amor (1954)
- Miradas que matan (1954)
- Reventa de esclavas (1954)
- Las cariñosas (1953)
- Yo soy muy macho (1953)
- Sucedió en Acapulco (1953)
- Mis tres viudas alegres (1953)
- Mi papá tuvo la culpa (1953)
- Doña Mariquita de mi corazón (1953)
- El plebeyo (1953)
- El luchador fenómeno (1952) [guionista]
- Las aguas bajan turbias (1952)
- El fronterizo (1952)
- Música, mujeres y amor (1952)
- El derecho de nacer (1952)
- El dinero no es la vida (1952)
- El beisbolista fenómeno (1952)
- Hay un niño en su futuro (1952)
- Lodo y armiño (1951)
- Nosotras las sirvientas (1951)
- Especialista en señoras (1951/II)
- Mi mujer no es mía (1951)
- Recién casados... no molestar (1951)
- Amor a la vida (1951)
- El grito de la carne (1951)
- Entre abogados te veas (1951)
- La reina del mambo (1951)
- En carne viva (1951)
- Ritmos del Caribe (1950)
- Yo quiero ser tonta (1950)
- La malcasada (1950)
- También de dolor se canta (1950)
- La edad peligrosa (1950)
- Si me viera don Porfirio (1950)
- Sangre torera (1950)
- Amor con amor se paga (1950)
- Yo quiero ser mala (1950)
- La vida en broma (1950)
- El charro y la dama (1949)
- Dos pesos dejada (1949)
- El gran campeón (1949)
- Solo Veracruz es bello (1949)
- Las mañanitas (1948)
- El supersabio (1948)
- Charro a la fuerza (1948)
- Nocturno de amor (1948)
- Fíjate qué suave (1948)
- Albur de amor (1947)
- La diosa arrodillada (1947)
- La insaciable (1947)
- No te cases con mi mujer (1947)
- ¡Qué verde era mi padre! (1947)
- Los maridos engañan de 7 a 9 (1946)
- Cásate y verás (1946)
- El último amor de Goya (1946)
- Los nietos de don Venancio (1946)
- Las casadas engañan de 4 a 6 (1946)
- El hijo desobediente (1945)
- Canaima (1945)
- Una mujer que no miente (1945)
- La pícara Susana (1945)
- Bartolo toca la flauta (1945)
- Yo fui una usurpadora (1945)
- El gran Makakikus (1944)
- Los hijos de don Venancio (1944)
- Amores de ayer (1944)
- El niño de las monjas (1944)
- El rosario (1944)
- La corte de faraón (1944)
- El sombrero de tres picos (1944)
- La guerra de los pasteles (1944)
- ¡Viva mi desgracia! (1944)
- Divorciadas (1943)
- Adiós juventud (1943)
- Konga Roja (1943)
- El ametralladora (1943)
- María Eugenia (1943)
- La posada sangrienta (1943)
- Qué hombre tan simpático (1943)
- Los miserables (1943)
- Soy puro mexicano (1942)
- Cuando viajan las estrellas (1942)
- Las cinco noches de Adán (1942)
- Mil estudiantes y una muchacha (1942)
- La gallina clueca (1941)
- El gendarme desconocido (1941)
- Cuando los hijos se van (1941)
- El capitán Centellas (1941)
- La torre de los suplicios (1941)
- Al son de la marimba (1941)
- Con su amable permiso (1940)
- Ahí está el detalle (1940)
- En un burro tres baturros (1939)
- Un domingo en la tarde (1938)
- Estrellita (1938)
- La Valentina (1938)